# Sebastian Balfour
Sebastian Balfour (1941) es un historiador e hispanista británico.

## Biografía
Habría nacido en 1941. Británico, es profesor en la London School of Economics. Es autor de obras como La dictadura, los trabajadores y la ciudad: el movimiento obrero en el Área Metropolitana de Barcelona (1939-1988) (1994), The End of the Spanish Empire 1898-1923 (Clarendon Press, 1997), publicado en castellano por Crítica ese mismo año como El fin del Imperio Español (1898-1923), Abrazo mortal. De la guerra colonial a la Guerra Civil en España y Marruecos (1909-1939) (Ediciones Península, 2002), Castro: Profiles in Power, o España reinventada. Nación e identidad desde la Transición (Ediciones Península, 2007), junto a Alejandro Quiroga, entre otras. También ha sido editor junto a Paul Preston de Spain and the Great Powers in the Twentieth Century (Routledge, 1999).
Ha sido muy crítico con el revisionismo histórico en España, en especial cuando trata la guerra civil española. Sobre uno de sus más destacados miembros, Pío Moa, escribió: «no es historiador» y «tampoco aporta nada nuevo en su narrativa, que es en realidad una reedición de los planteamientos franquistas de los años sesenta».